# Francoaceae
Francoaceae là một họ thực vật hạt kín, bao gồm chi Francoa, nói chung trong tiếng Anh gọi là Bridal wreath (vòng hoa cô dâu).  Hệ thống APG III năm 2009 gộp họ này trong họ Melianthaceae. nhưng trong hệ thống APG IV năm 2016 thì nó lại bao gồm cả họ Melianthaceae cũng như một số họ nhỏ khác.

## Phân loại

### Nghĩa hẹp
Họ này khi được công nhận và hiểu theo nghĩa hẹp (sensu stricto) thì chứa 2 chi (Francoa, Tetilla), với mỗi chi chỉ có 1 loài (tương ứng là Francoa appendiculata và Tetilla hydrocotylefolia).
Hai loài trong họ Francoaceae nghĩa hẹp là cây thân thảo sống lâu năm, có đặc trưng là với tổ hợp các lá có cuống mọc so le ở sát gốc. Phiến lá nguyên hay xẻ thùy. Các loài cây này là bản địa Chile. F. appendiculata có thể mọc cao tới 1 mét và sinh ra các cụm lá thuôn tròn, xẻ thùy sâu, màu xanh lục sẫm, xơ xác ở sát gốc, với cuống lá có cánh. Các chùm hoa bao gồm nhiều hoa nhỏ hình chén, có màu hồng với các đốm đỏ, mọc trong mùa hè hay đầu mùa thu. Hoa lưỡng tính. Quả là dạng quả nang nứt khi chín.

### Nghĩa rộng
Họ Francoaceae hiểu theo nghĩa rộng (sensu lato) như hệ thống APG IV năm 2016 thì ngoài 2 chi nói trên còn bao gồm toàn bộ các chi của các họ như Vivianiaceae, Melianthaceae, Greyiaceae, Ledocarpaceae.
Hệ thống APG IV chia họ Francoaceae sensu lato thành 4 nhóm như sau:
- Bersameae Planchon (= Melianthaceae sensu stricto): 2 chi, 8-13 loài.
  - Bersama (bao gồm cả Natalia, Rhaganus) - 2-7 loài ở vùng nhiệt đới và miền nam châu Phi, tây nam bán đảo Ả Rập.
  - Melianthus (bao gồm cả Diplerisma) - 6 loài ở miền nam châu Phi.
- Vivianieae Klotzsch (= Vivianiaceae sensu lato): 3-4 chi, 17 loài.
  - Viviania (gồm cả (Araeoandra, Caesarea, Cissarobryon, Linostigma, Macraea, Xeropetalon) - 6 loài ở miền nam Nam Mỹ.
  - Nhóm Balbisia (= Ledocarpaceae): 2-3 chi, 11 loài.
    - Balbisia (bao gồm cả Cistocarpus, Dematophyllum, Hyperum, Ledocarpon, Ledocarpum, Wendtia, Martiniera): 10 loài. Miền tây Nam Mỹ.
    - Rhinchotheca (bao gồm cả Aulacostigma và Rhyncothelia) - 1 loài (Rhynchotheca spinosa) ở Peru, Ecuador. POWO xếp chi này trong họ Geraniaceae.[3]
- Greyieae Gürke (= Greyiaceae): 1 chi, 3 loài
  - Greyia: 3 loài ở miền nam châu Phi.
- Francoeae Spach (= Francoaceae sensu stricto): 2 chi, 2 loài.
  - Francoa: 1 loài (Francoa appendiculata) ở Chile.
  - Tetilla (bao gồm cả Anarmosa, Dimorphopetalum, Tetraplasium): 1 loài (Tetilla hydrocotylefolia) ở Chile.

## Hình ảnh

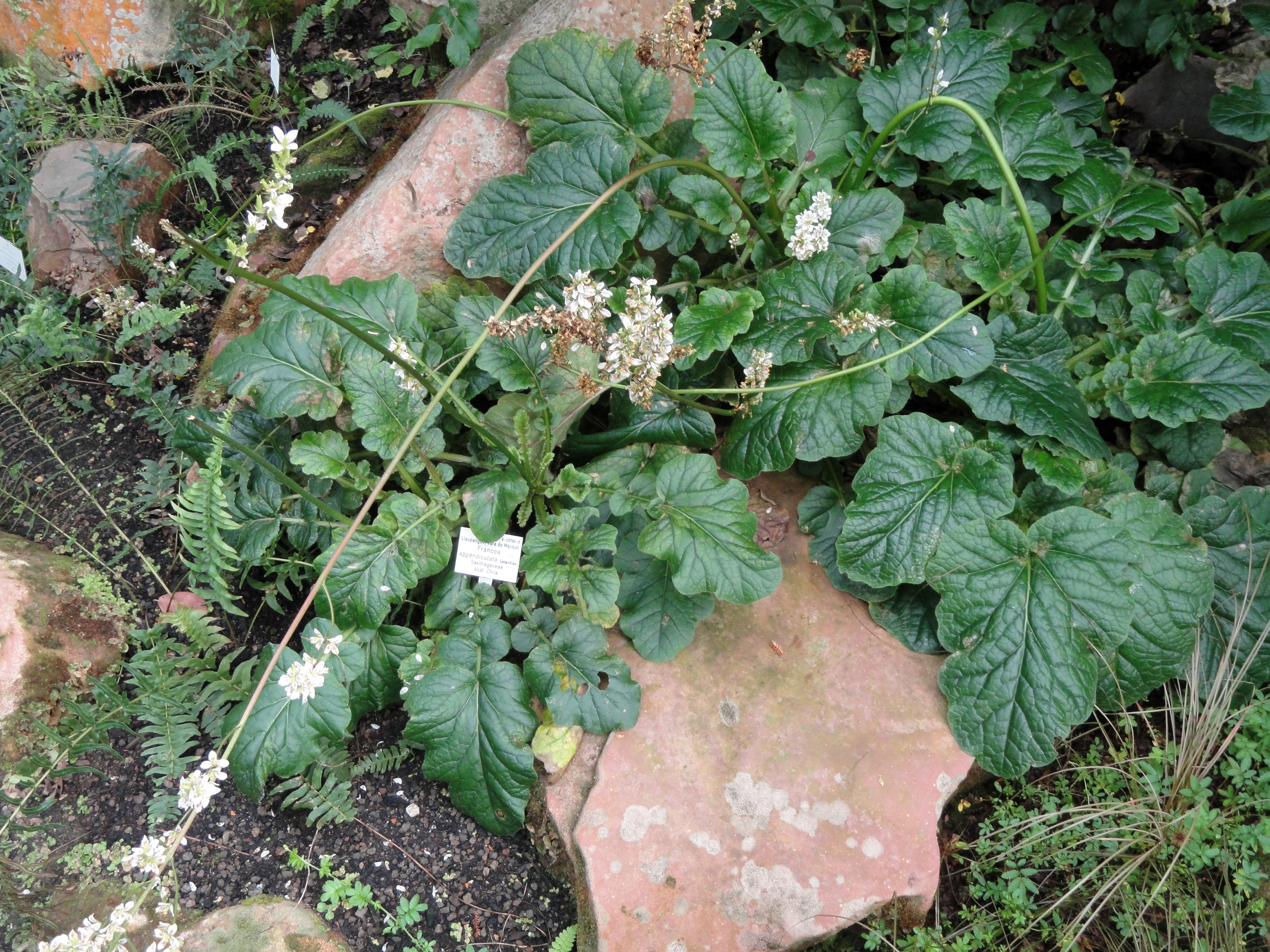
Francoa appendiculata
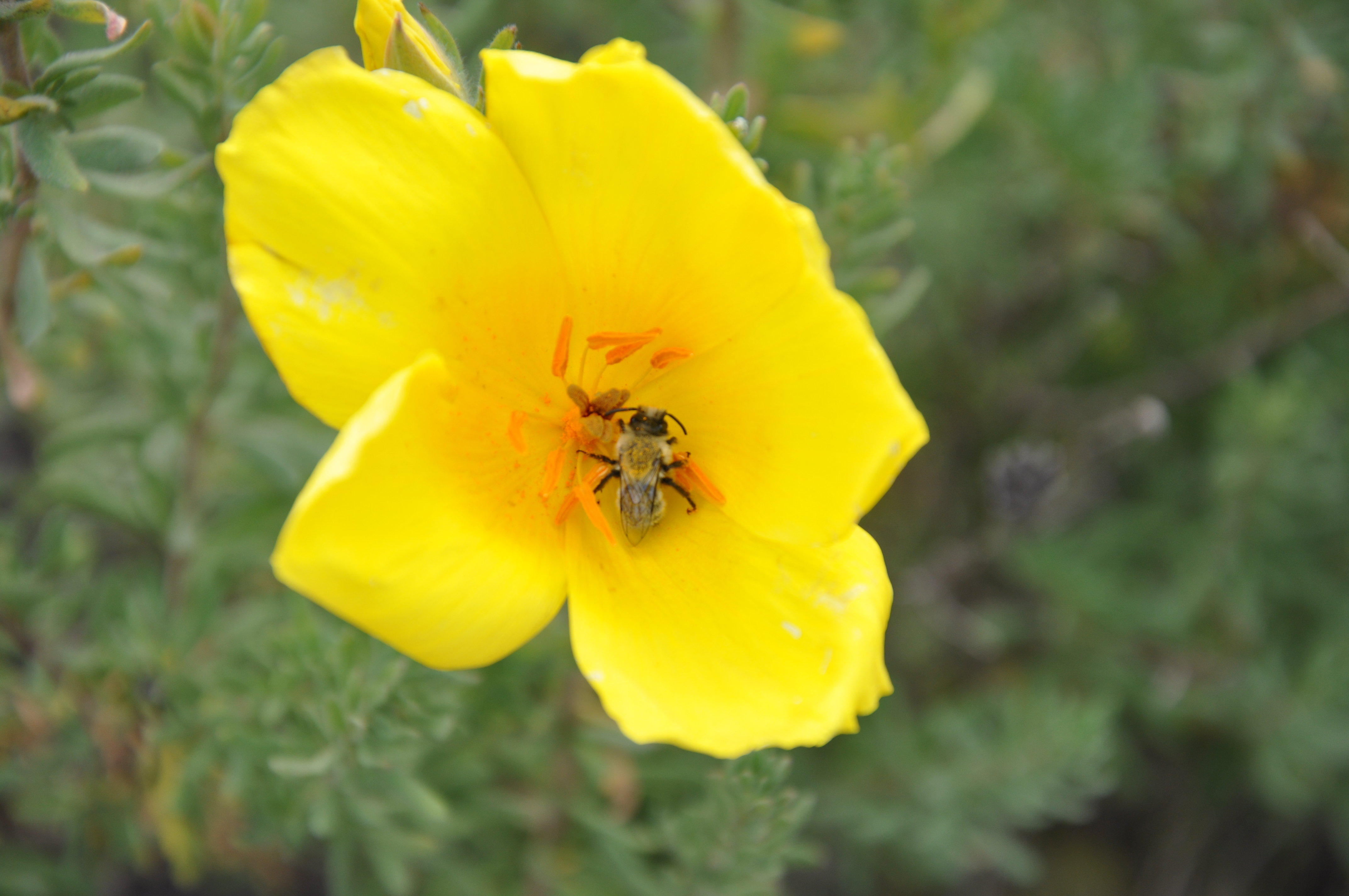
Balbisia peduncularis
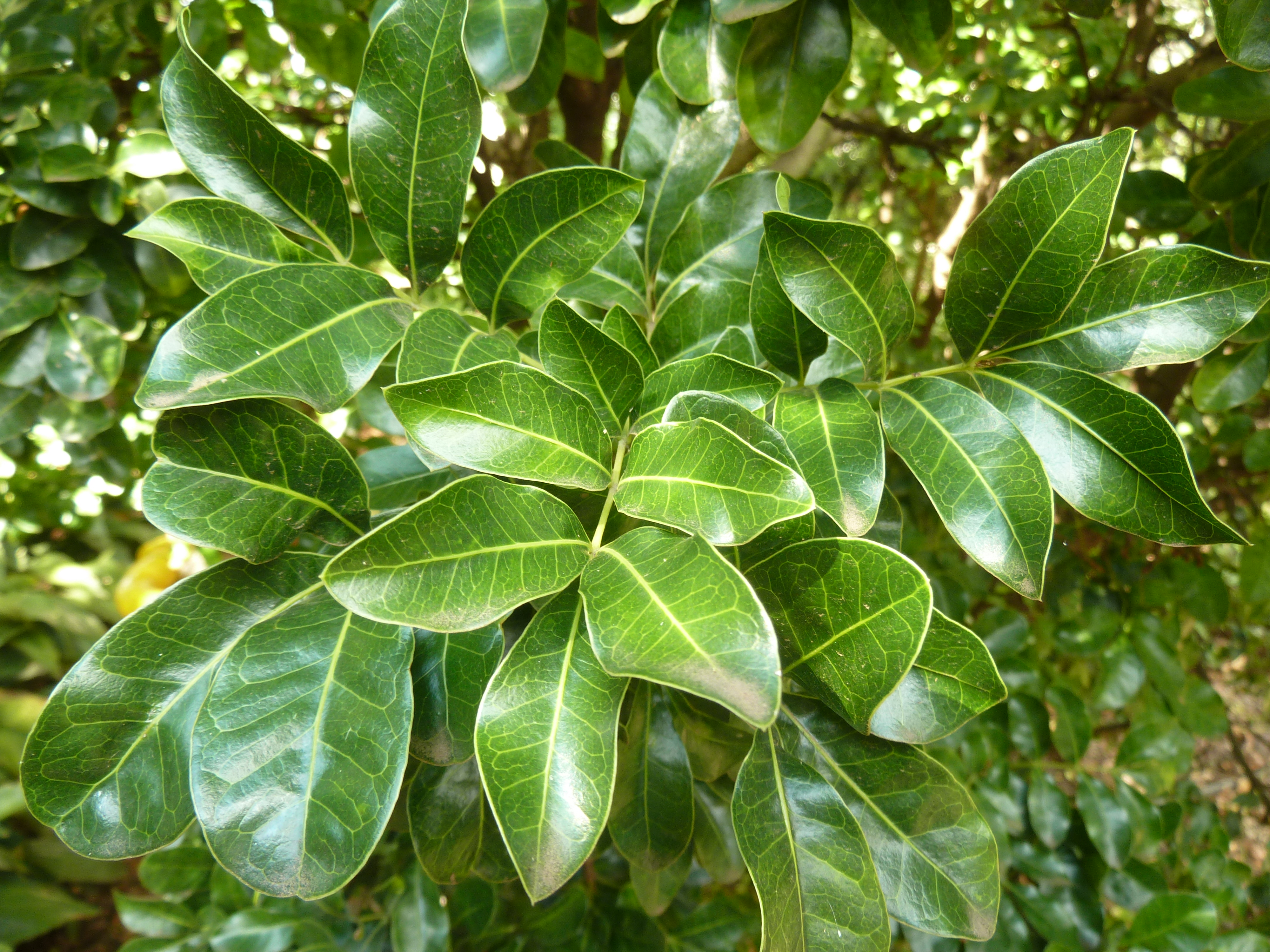
Bersama lucens
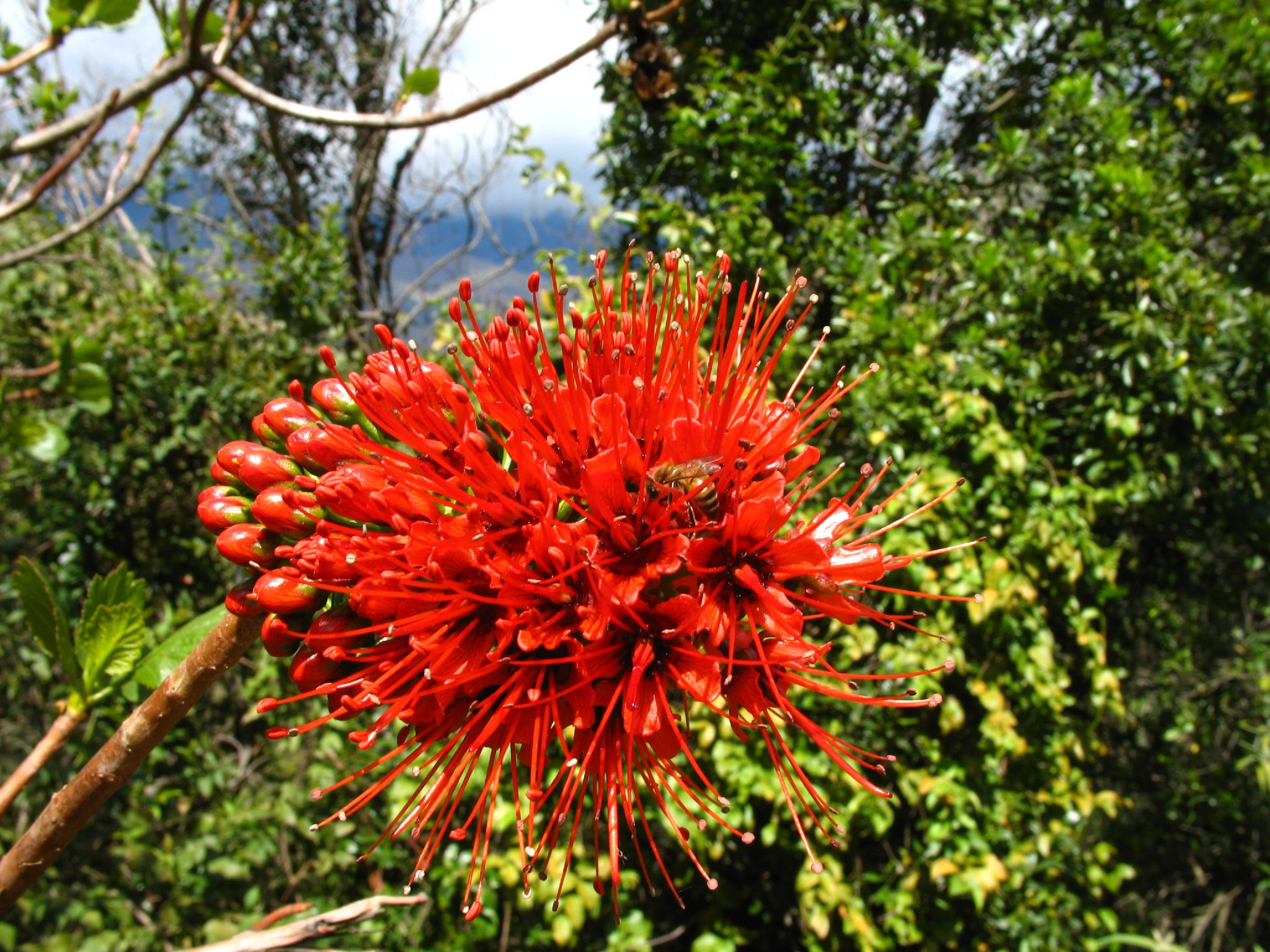
Greyia sutherlandii
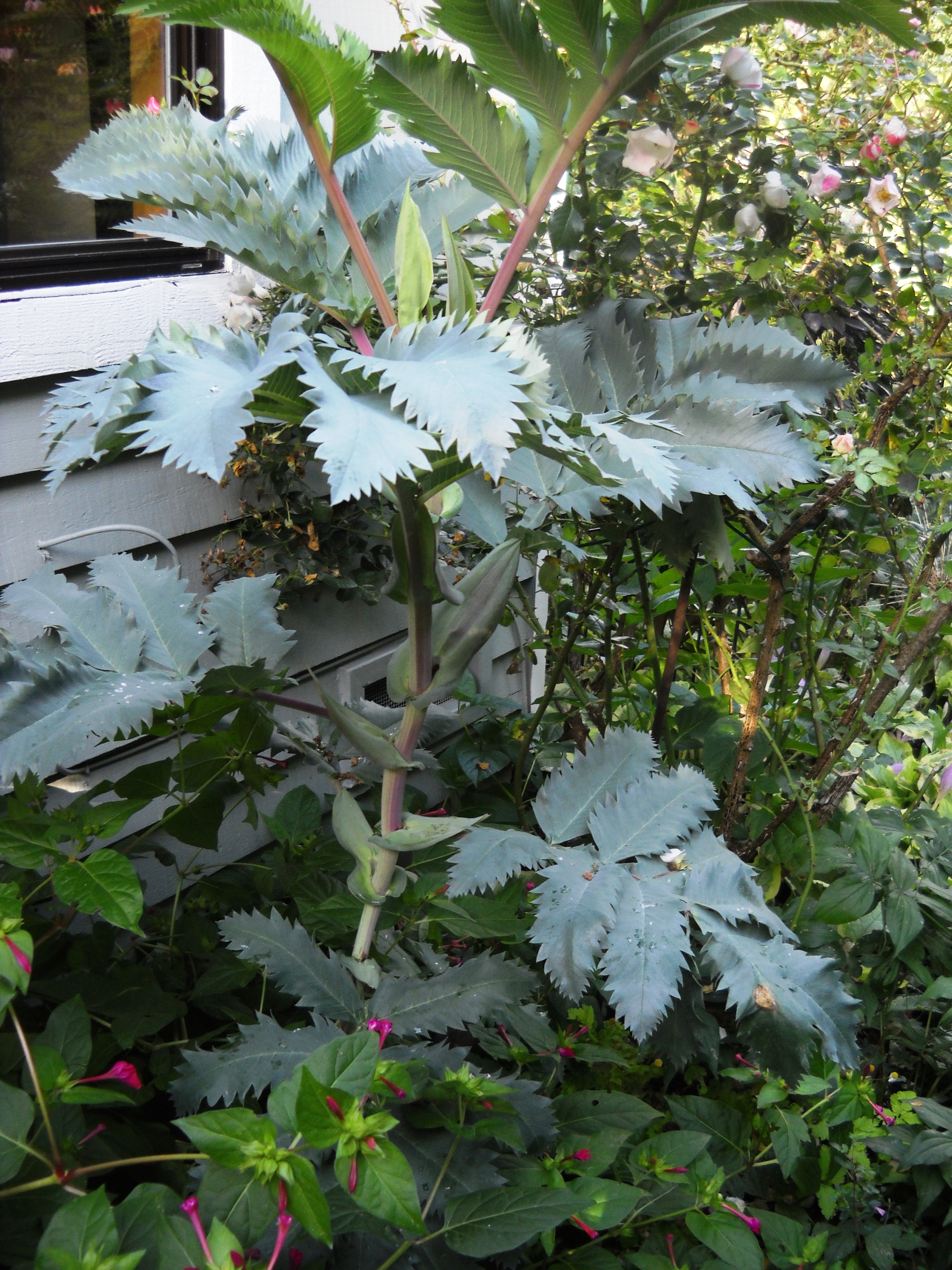
Melianthus major
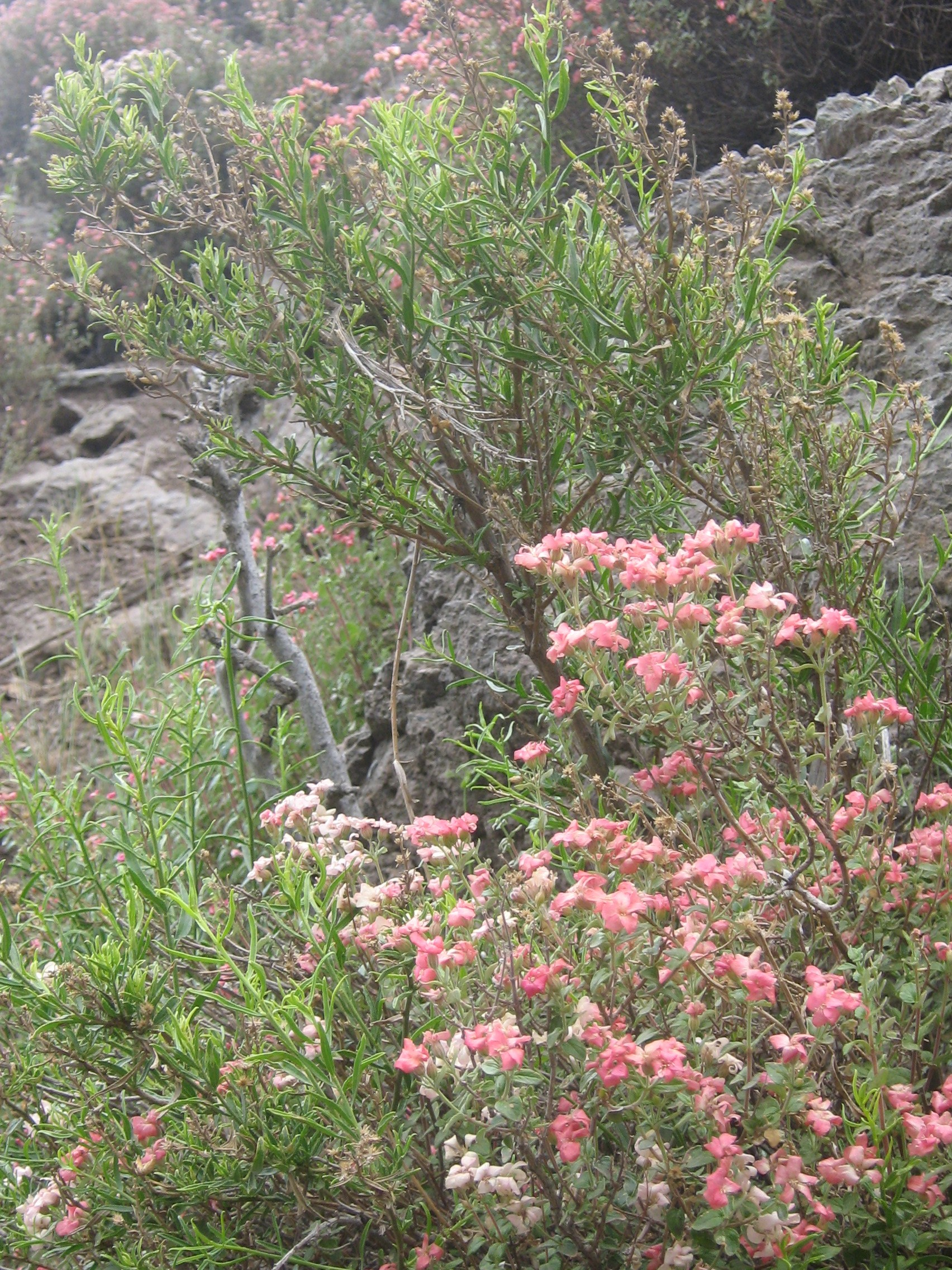
Viviania marifolia